# ガッチャガッチャ
『ガッチャガッチャ』とは、2005年10月3日から2007年9月26日まで文化放送『レコメン!』で毎週月・火・水曜日の24:35 - 24:55に放送されていたラジオ番組。

## メンバー
- 月曜日 ロバート『ロバートのガッチャガッチャ』
- 火曜日 キングコング『キングコングのガッチャガッチャ』
- 水曜日 インパルス『インパルスのガッチャガッチャ』

## 本
- ロバート、キングコング、インパルスのガッチャガッチャ本（2006年11月27日発売）